# Il fallait venir un soir
Il fallait venir un soir est un roman de Jean Billy Mondésir paru en 2015 à Port-au-Prince et a obtenu une mention spéciale du Prix Henri Deschamps.

## Thème de l'oeuvre
Dans ce récit, fait écho un pénis qui ne fonctionne pas. Celui de Rochar Monteau Bruitar. Sa copine, Douceline, ne la ménage pas : 
« Ton impuissance, Monteau ! Écoute, vous les impuissants sexuels, vous avez une qualité que vous finissez par perdre à trop rêver de virilité : vous caressez et vous sucez mieux que quiconque. »
C'est donc un roman dont le thème principal est l'impuissance sexuelle des jeunes. Concomitamment, l'auteur aborde d'autres thèmes comme la solitude et l'absence ainsi que le viol.

## Sources
1. ↑  « Prix Littéraire Henri Deschamps 2015 », sur Fondation Lucienne Deschamps, 30 novembre 2015 (consulté le 18 août 2025)
2. ↑  « Jean Billy Mondésir: « Il fallait venir un soir » », sur lenouvelliste.com (consulté le 18 août 2025)